# Pangermanisme
Ne doit pas être confondu avec la Solution grande-allemande

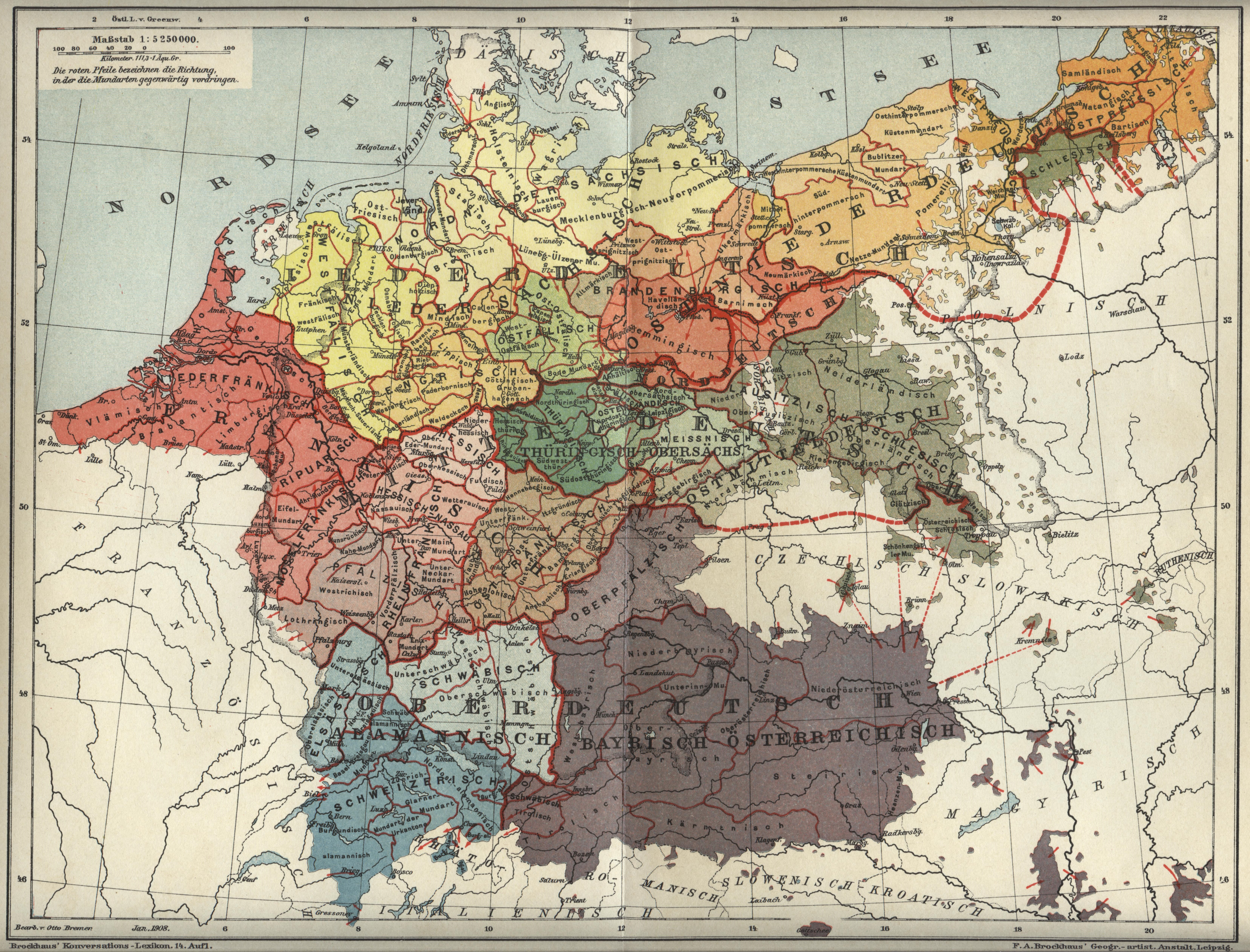
Carte de l'aire linguistique allemande et des dialectes allemands au début du XXe siècle.

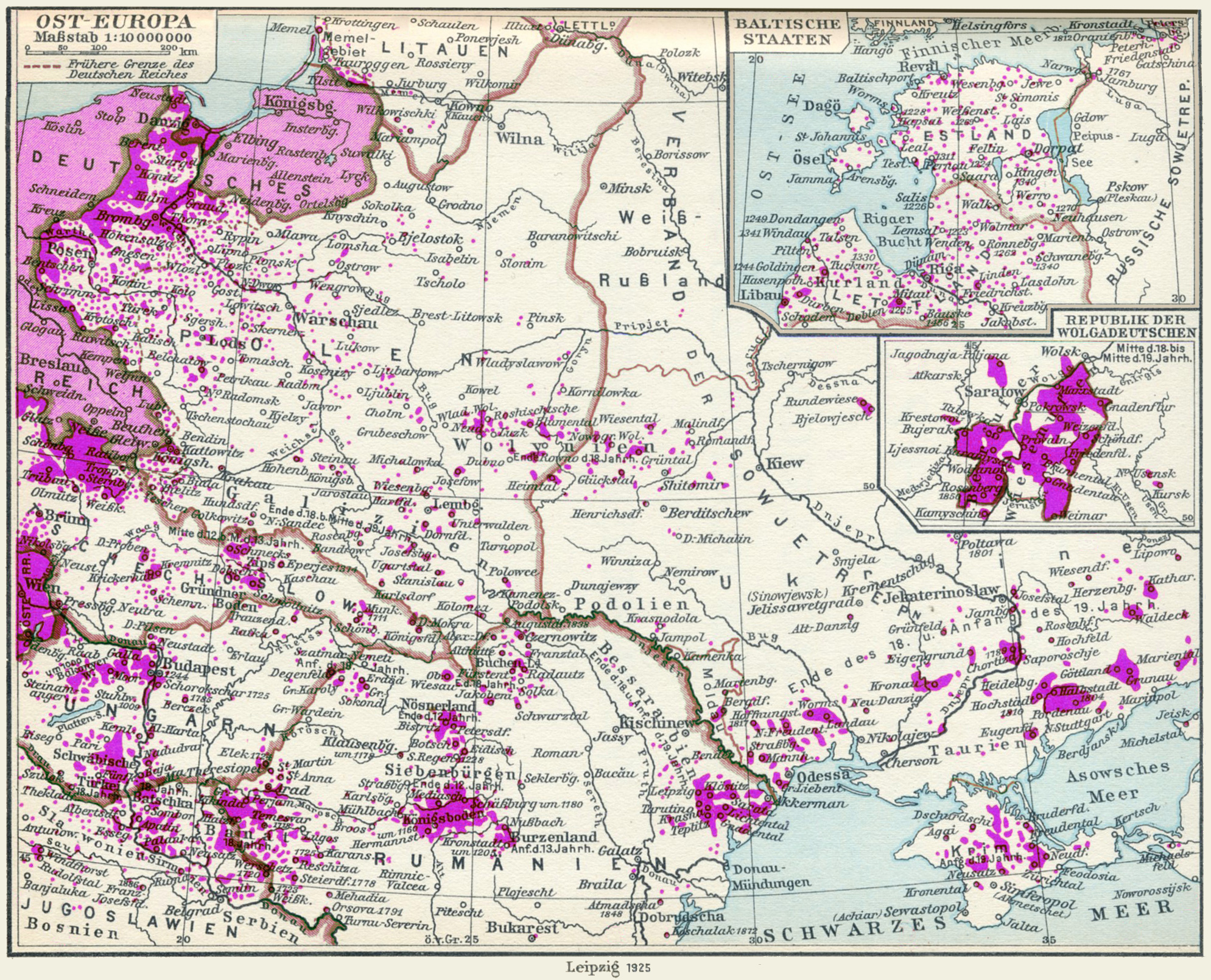
Zones peuplées par des germanophones en Europe centrale et orientale dans la première moitié du XX (carte de 1925).

Le pangermanisme est un mouvement politique irrédentiste du XIXe siècle visant l'unité de tous les germanophones d'Europe, ou identifiés comme tels par les penseurs de cette théorie : lui correspond la volonté de mettre en place la Grande Allemagne, c'est l'expression traduite de Großdeutschland en allemand, provenant du latin Magna Germania (ou Germania Magna), qui désigne la Germanie antique.

## Les origines du pangermanisme

### Naissance du nationalisme allemand
Les origines du pangermanisme remonteraient au début des années 1800, à la suite des guerres napoléoniennes. Ces guerres déclenchèrent un mouvement social : le nationalisme. Le nationalisme était une menace sérieuse pour les anciens régimes aristocratiques. En effet, la plupart des groupes ethniques de l'Europe centrale étaient divisés par les frontières des empires des vieilles dynasties des Romanov et des Habsbourg. Les Allemands, de leur côté, étaient un peuple sans unité politique depuis la Réforme, lorsque le Saint-Empire romain germanique fut divisé en une série de petits États indépendants. Les nouveaux nationalistes allemands, principalement de jeunes réformistes, désiraient réunir l'ensemble du peuple partageant l'übertragungsfactor et la langue allemande, les Volksdeutschen.
Dans une Europe dominée par Napoléon Ier se regroupent autour de la Prusse des patriotes allemands dans une guerre patriotique et nationale que l'on appelle très vite guerre de libération (Befreiungskriege). Apparaissent alors toute une série de libelles et de textes réclamant la constitution d'un État allemand groupant tous les peuples parlant la langue allemande, incluant au besoin des peuples en dehors de ce qui était jusqu'en 1806 le Saint Empire. Ainsi se développe le Volkstum, rassemblement de tous les hommes de même langue, de même culture.
Johann Gottlieb Fichte évoque dans ses Discours à la nation allemande la « puissante nationalité allemande » et le Volkgeist (esprit du peuple) allemand.

### Les sources intellectuelles
On les trouve dans les discours de quelques penseurs, comme :
- Johann Gottfried von Herder (1744-1803) : Il développe la conception du Volk, comprenant tous les hommes du même sang, quels que soient leur nationalité, leurs opinions ou leur habitat. Le Volk est un être en soi, qu'il cite comme une « force organique vivante ». Il estime que ces « caractéristiques nationales marquent profondément les vieux peuples et elles apparaissent de manière indiscutable dans toutes les manifestations de ces peuples sur terre. »
- Johann Gottlieb Fichte (1762-1814) : « Or voici ce qu'est un peuple au sens supérieur du mot, sens qu'il a si on admet l'existence d'un monde de l'esprit : un peuple, c'est l'ensemble des peuples qui vivent en commun à travers les âges et se perpétuent entre eux sans adultération, physiquement et moralement, selon des lois particulières au développement du divin »[2].
- Georg Wilhelm Friedrich Hegel (1770-1831) : « L'erreur la plus fatale pour un peuple est d'abandonner ses caractères biologiques. » ; « L'Allemagne proprement dite s'est gardée pure de tout mélange, sauf sur sa frontière méridionale et occidentale où la bande de territoire en bordure du Danube et du Rhin fut soumise aux Romains. La région d'entre l'Elbe et le Rhin est restée absolument indigène. »[3]
- Friedrich Wilhelm Joseph von Schelling (1775-1854) : « La création organique des États est ce qui permet à une masse d'êtres humains d'atteindre l'union de cœur et d'esprit, c'est-à-dire de devenir un Volk. »

### Prusse, Autriche et la formation d'un État allemand

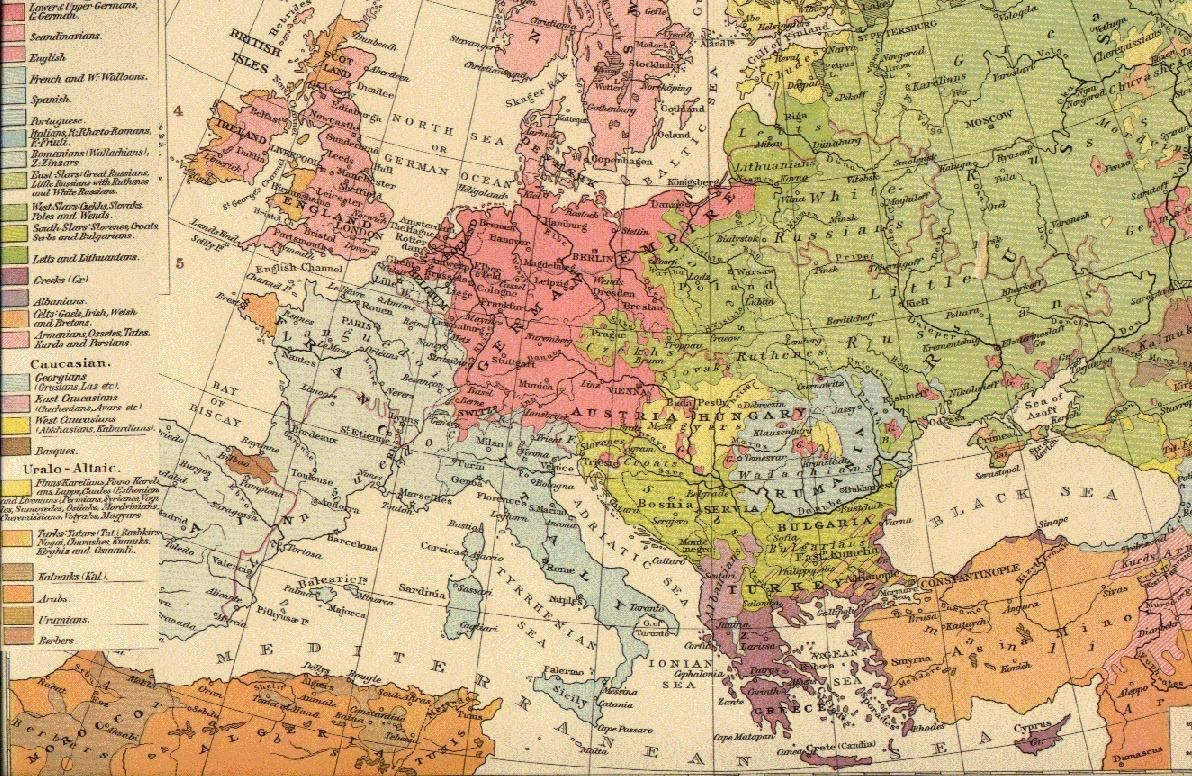
Carte des groupes linguistiques européens en 1900. La langue est un facteur important dans la formation de l'identité nationale allemande, d'où une certaine cohérence entre les frontières linguistiques et politiques.

Dans les années 1860, les deux plus puissants États germanophones étaient la Prusse et l'Autriche, et ces deux puissances cherchaient à étendre leurs territoires et leur influence. La structure multi-ethnique de l'empire autrichien était toutefois critiquée par des germanophones vivant à l'intérieur comme à l'extérieur des frontières de l'empire, tout comme celui-ci était par ailleurs l'objet du vif ressentiment des peuples slaves (Tchèques, Slaves des Balkans, etc.) qui en constituaient la majorité relative. Ce fut pour céder aux revendications hongroises que l'empire d'Autriche s'est redéfini dans le Compromis de 1867 dans une structure administrative et politique duale : l'Empire austro-hongrois. La Prusse, sous Otto von Bismarck, utilisa de son côté le nationalisme pour réunir l'ensemble du territoire qui forme l'Allemagne moderne. À la suite de la guerre franco-prussienne de 1870, le « Deuxième Reich » fut en effet proclamé en 1871 par Bismarck dans la galerie des Glaces de Versailles avec l'élévation de Guillaume Ier, roi de Prusse, à la dignité d'empereur d'Allemagne (1871-1888), désormais à la tête d'une union d'États germanophones, dont l'Autriche-Hongrie se trouvait exclue depuis sa défaite devant la Prusse à Sadowa.

Après la guerre franco-prussienne, les régions françaises d'Alsace et la Moselle (en rouge) sont intégrées dans l'Empire allemand, que l'empereur Guillaume II d'Allemagne entérine par la restauration dans le style médiéval du château du Haut-Koenigsbourg, sur lequel sont placées ses armoiries. Symboliquement, cette place forte garde les marches de l'Empire. Côté français, la « cession liée à la paix de 1871 » porte atteinte à l'intégrité territoriale nationale, le revanchisme se forge sur cette perception d'une amputation qui ne doit pas perdurer.

 Cependant, de nombreux germanophones habitaient toujours à l'extérieur du nouvel empire. Ces groupes utilisèrent le sentiment nationaliste germanique pour tenter la réunion de leur territoire au nouvel Empire d'Allemagne, ce qui ranima la controverse au sujet de l'intégration de l'Autriche et de la région des Sudètes.
Des Autrichiens, certes très minoritaires, commencèrent à avoir un certain ressentiment envers la diversité ethnique de leur propre empire ; puisque se définissant eux-mêmes comme les descendants des Bavarois, un mythe historique mobilisateur qui flattait leur imaginaire völkish. Prenant en compte l'installation de peuplades bavaroises à cette époque, de nombreux nationalistes appuyèrent la séparation de l'empire des Habsbourg pour être rattachés au nouvel empire allemand.

## Débuts du pangermanisme

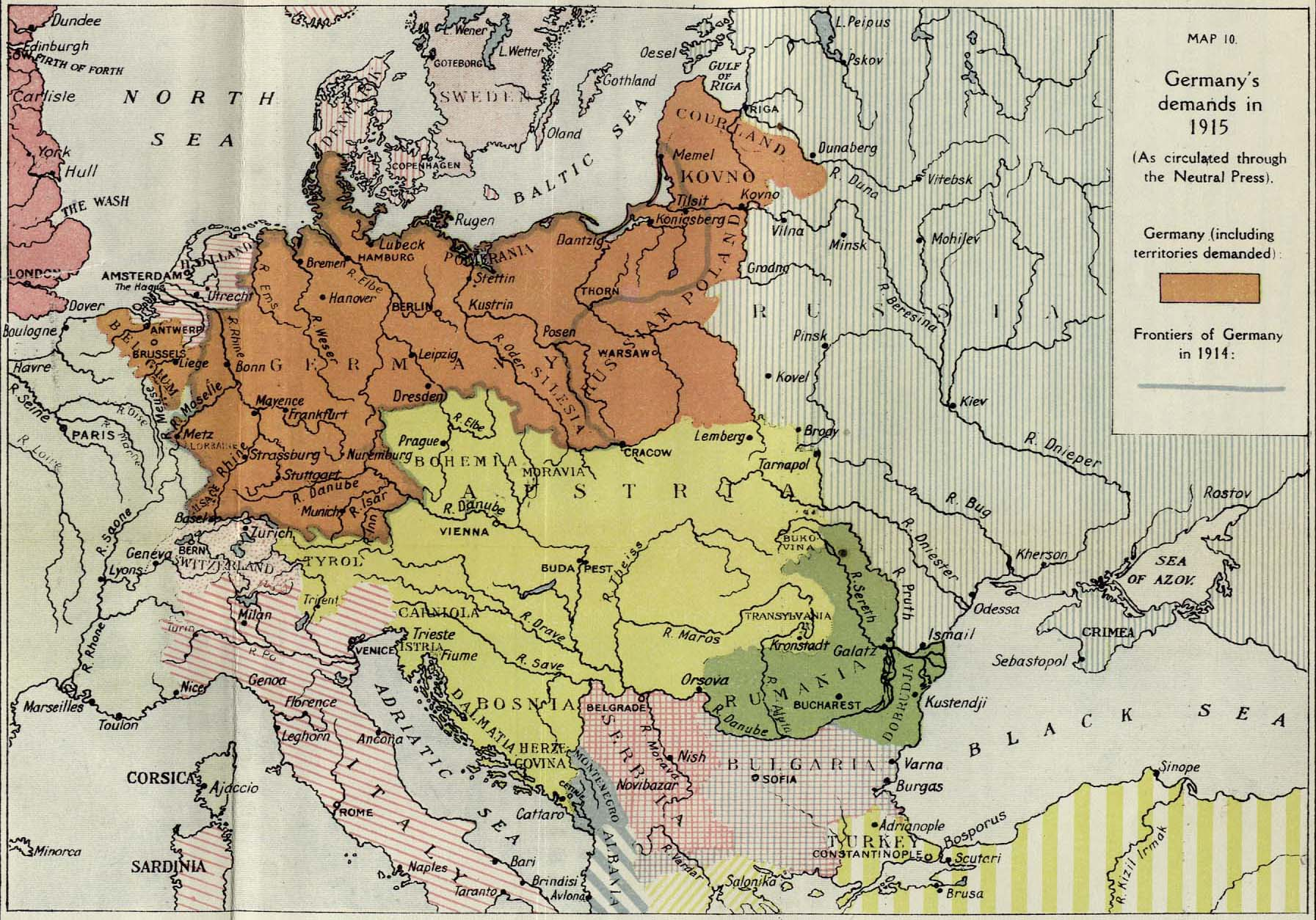
Prétentions territoriales de l'Empire allemand telles qu'exprimées en 1915.

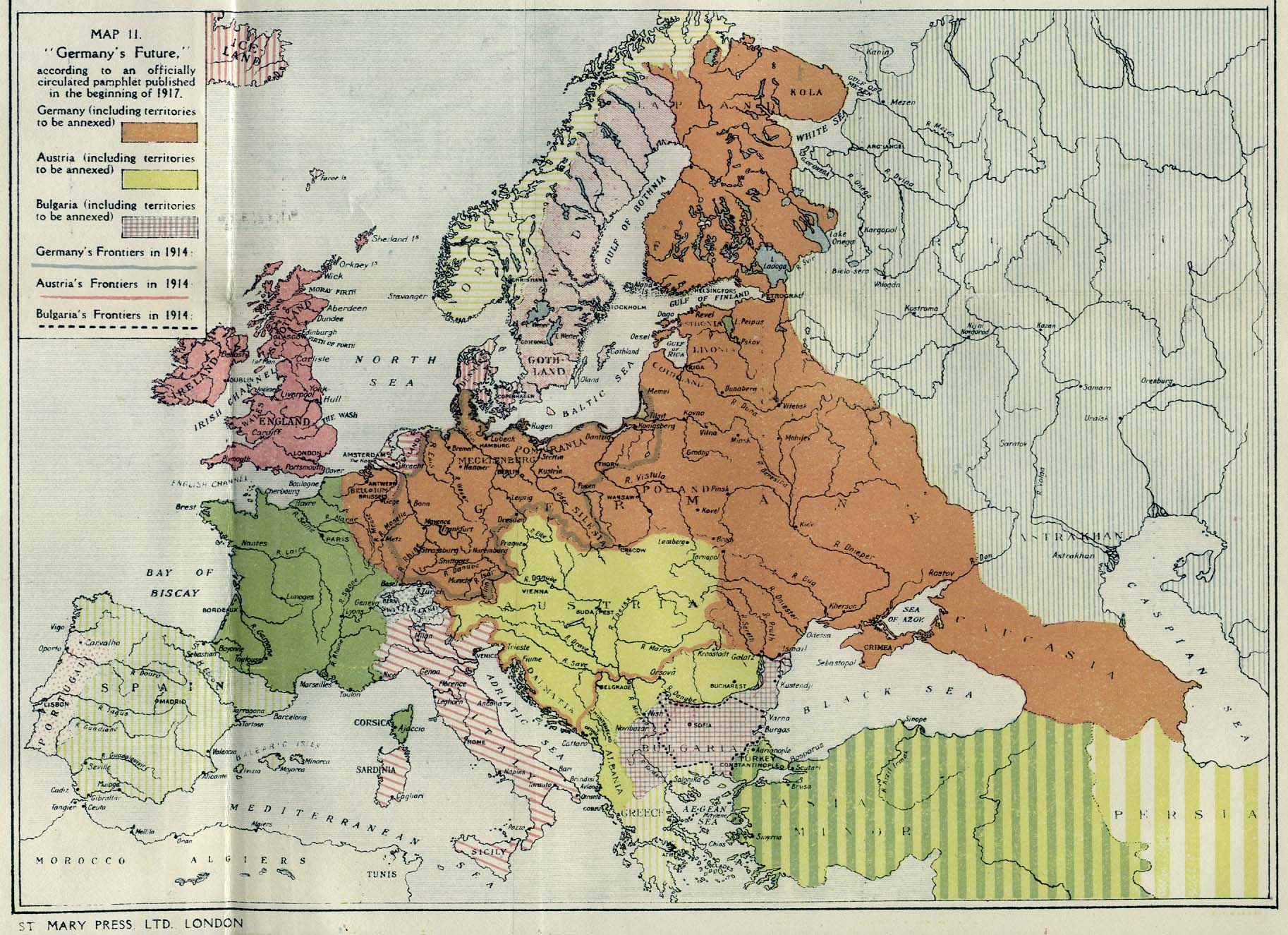
"L'avenir de l'Allemagne" ; railleries publiées à des fins de propagande dans un pamphlet britannique au début de l'année 1917.

Le pangermanisme, à proprement parler, prend corps dans les années 1890. L'une des expressions politiques majeures en Allemagne lors de cette phase est l'émergence du parti s'intitulant « Ligue Pangermanique ». Cette ligue qui défend le Volkstum (l'esprit de la race), influence le jeune Adolf Hitler. Cette ligue extrémiste resta toutefois très minoritaire en Allemagne.
Selon certains[Qui ?], il ne faut pas confondre le « sursaut national » de 1814 cité plus haut et même la politique bismarckienne, plus prussienne que germanique, avec le pangermanisme. Ce mouvement prend d'ailleurs corps en réaction à la pensée bismarckienne, centrée avant tout sur la Prusse. Bismarck s'appuyait de plus sur des alliances à l'est qui lui interdisaient toute velléité d'expansion en Europe centrale et orientale.
On ne doit pas non plus associer le pangermanisme à l'expansionnisme colonial allemand, hautement revendiqué par l'empereur Guillaume II (1888-1918) en vue de rivaliser avec les empires britanniques et français. En effet, à l'image de ces deux grandes nations européennes, l'Allemagne, qui connait alors un très fort essor économique, développant un puissant programme d'armement, en particulier de ses forces navales (au grand dam de l'Angleterre), veut se doter d'un empire colonial pour affirmer sa Weltpolitik, d'où les crises marocaines de Tanger (1905) et le coup d'Agadir (1911) avec la France.
En 1905, Josef Ludwig Reimer (en) édite Une Allemagne pangermaniste, ouvrage référentiel de 400 pages. En interprétant l'histoire dans l'intérêt du pangermanisme, il tente de prouver la supériorité de la race allemande par ses apports culturels et historiques au sein des nations voisines, comme la France, la Belgique ou les Pays-Bas. L'étude raciale et ethnographique y tient une grande place. Concernant la France, Reimer, s’inquiétant de sa « dégermanisation » grandissante, approuve la solution d'une colonisation de ce pays, en commençant par le nord et l'est. Cette conquête passant d'ailleurs dans un premier temps par un retour aux frontières médiévales de la Lotharingie.
En 1911, Otto Richard Tannenberg développe les thèses pangermanistes dans un livre capital pour cette doctrine : La Plus Grande Allemagne. Il y expose clairement tous les arguments qui deviendront politique d'État avec Adolf Hitler, tel ce passage : « Quelle situation pitoyable que la nôtre, si l'on considère que pas moins de 25 millions d'Allemands, c'est-à-dire 28 pour cent de la race, vivent au-delà des limites de l'empire allemand ! C'est là un chiffre colossal, et un fait pareil ne saurait se produire dans un autre État quelconque sans susciter la plus vive indignation de tous les citoyens et l'effort le plus passionné pour remédier au mal sans plus attendre. (...) Qui pourrait empêcher 87 millions d'hommes de former un empire, s'ils en faisaient le serment ? ».

## Le pangermanisme après la Première Guerre mondiale
Après la Première Guerre mondiale, l'influence de l'Allemagne en Europe fut considérablement réduite et ébranla les rêves d'empire colonial pour les pangermanistes. L'Allemagne était humiliée et l'empire austro-hongrois fut divisé en de nombreux États. La création de la Pologne, de la Tchécoslovaquie, de la Hongrie, ainsi que l'expansion de la Roumanie séparèrent de nouveau le peuple allemand, après avoir été presque entièrement réuni sous les deux empires autrichien et allemand. De nombreux États slaves nouvellement formés étaient préjudicieux envers leurs minorités germanophones, spécialement dans les territoires contrôlés anciennement par l'empire austro-hongrois. Des actes de racisme et d'oppression furent recensés.

Conséquences de l'application politique de la vision nazie du pangermanisme, par Adolf Hitler.

L'idée pangermanique n'en a pas pour autant disparu et des penseurs et écrivains s'efforcent de la définir et de l'expliquer. En 1915, Friedrich Naumann publie le fameux Mittel Europa. En 1916, André Chéradame, dans l'ouvrage intitulé Le Plan pangermaniste démasqué, décrit avec précision une autre vision du pangermanisme. En effet, d'après cet auteur, le pangermanisme n'a pas pour but de réunir des populations qui ont une langue germanique mais il vise, en dehors de toute question de langue ou de race, à absorber les diverses régions dont la possession est considérée comme utile à la puissance des Hohenzollern. De 1915 à 1917, Charles Andler, fondateur de la germanistique dans l'université française, futur professeur au Collège de France, écrit trois ouvrages de référence, quoique connotés par la Grande guerre, sur le pangermanisme et ses origines. En 1926, Hans Grimm vulgarise l'expression d'« espace vital » (Lebensraum). Adolf Hitler est en phase avec cette idéologie comme le montre confusément Mein Kampf (Mon Combat, 1925). En 1927, il a d'ailleurs révisé lui-même le programme originel anticapitaliste dit des vingt-cinq points (rédigé en 1920, par Gottfried Feder, économiste du NSDAP) en donnant à celui-ci une orientation ultra-nationaliste. Dès les premiers mots, le programme des nazis revendiquait violemment l'union de toutes les populations d'origine allemande, afin de former un Grand Reich, soi-disant sur la base du droit des peuples à disposer d'eux-mêmes, en réalité dans le but de détruire par ces revendications des États historiques dans lesquels vivaient depuis des siècles des populations germanophones bien intégrées (comme dans les Sudètes depuis le Moyen Âge) et de transformer radicalement la carte de l'Europe sur des bases pseudo-biologiques et racistes.
Adolf Hitler, après avoir pris le pouvoir en 1933, entama une politique ouvertement déstabilisatrice pour les États d'Europe centrale, instrumentalisant le pangermanisme aux fins de faire main basse sur tous les territoires décrétés par les nazis comme soi-disant « germaniques » et dont ils revendiquèrent sans vergogne l'annexion au mépris de la souveraineté des États et de la volonté des peuples.
Les Sudètes, une région de l'actuelle République tchèque, étaient au centre de la controverse. En effet, majoritairement germanophone depuis le Moyen Âge à la suite d'une massive immigration de mineurs venus à l'appel des rois de Bohême exploiter l'Erzgebirge métallifère de sa bordure montagneuse, ce territoire des Sudètes avait été rattaché à la Tchécoslovaquie lors de sa création en 1918 et était considérée comme une zone tampon afin de prévenir toute tentative d'agression allemande. Hitler suscita la violente agitation de nazis locaux dont le chef était Konrad Henlein, ceux-ci utilisant dans leur propagande le thème de « l'oppression tchécoslovaque des Allemands » pour justifier une invasion et une annexion au Reich nazi. À la fin de 1938, le sort des Sudètes fut débattu lors de la conférence de Munich. La région, où vivaient environ 3 millions de personnes d'origine allemande, fut finalement cédée au Troisième Reich. Le vrai but inavoué de cette annexion, masquée par la propagande nationaliste, fut pour l'Allemagne nazie de faire main basse sur les mines de lignite de Bohême, et de permettre au complexe militaro-industriel nazi d'y créer des usines, notamment de production d'essence synthétique (IG FARBEN), répondant ainsi au cruel besoin de carburant de l'armement mobile de la Wehrmacht. De nombreux Allemands des Sudètes, sociaux-démocrates, communistes, juifs, ou simplement antinazis seront déportés dans les camps de concentration nazis après l'annexion des Sudètes par le Troisième Reich.
Au cours de la Seconde Guerre mondiale, les Autrichiens, Sudètes, Alsaciens-Lorrains, Allemands de Transylvanie et Allemands de la mer Baltique furent tous sous le contrôle du Troisième Reich et les rêves de l'impérialisme pangermanique sembleront un court moment réalisés. Mais cela ne comportait pas que des avantages pour les populations germaniques. En effet, les Nazis réinstallèrent des Allemands à travers toute l'Europe, et cela à leur guise, commençant à mettre en œuvre un plan (Generalplan Ost) qu'ils avaient conçu pour réorganiser et en fait subvertir la carte de l'Europe centrale et orientale après la victoire escomptée de l'Allemagne nazie. Sans tenir aucun compte de l'avis et des désirs des populations minoritaires d'origine allemande de l'Europe centrale et orientale, et encore moins des autres populations, le Generalplan Ost avait pour finalité de réaliser un Lebensraum germanique dans l'est de l'Europe en réorganisant à cette fin les sociétés européennes sur des critères raciaux et pseudo-biologiques, entraînant dans cette logique meurtrière, dont la guerre favorisait les desseins, la disparition de populations qui ne correspondraient pas aux critères idéologiques nazis, telles les populations slaves.

## Disparition du pangermanisme

Carte précisant les pertes territoriales issues des traités de paix de 1919 et 1945.

La défaite de 1945 mit fin aux rêves de pangermanisme de la même façon que la Première Guerre mondiale avait provoqué la disparition du panslavisme. Les Allemands d'Europe de l’Est furent expulsés brutalement et l'Allemagne même fut dévastée, puis divisée politiquement entre République fédérale d'Allemagne (ouest) et République démocratique allemande (est). Nationalisme et pangermanisme devinrent des sujets tabous en raison de leur connotation nazie. Mais la réunification du pays en 1990 après la chute du mur de Berlin a ravivé les vieux débats. La peur du passé demeure toutefois forte et explique la crainte que les Allemands eux-mêmes ont d'un « Volksdeutschen » uni.
Il existe encore quelques populations germanophones à l'extérieur de l'Autriche et de l'Allemagne : en Suisse principalement où le haut allemand est la langue parlée par plus de la moitié de la population, et en France (dialectes alsaciens et mosellans). Il existe une communauté germanophone en Belgique dans les cantons de l'est. En Europe de l'Est et dans l'ex-Union soviétique. Après la défaite de 1945, le nombre de locuteurs de langue allemande s'est recentré dans les frontières de l'Allemagne moderne. Entre les grands mouvements d'expulsions programmés comme dans les sudètes (Décrets Beneš), ou l'expulsion des Allemands d'Europe de l'Est devant les troupes communistes, l'allemand n'est plus parlé par des minorités que dans quelques rares régions d'Europe de l'Est. Ce mouvement s'est encore accéléré après la chute du mur de Berlin, où de nombreuses personnes ont recherché la citoyenneté allemande. Pour beaucoup, leur niveau de connaissance de la langue de Goethe était si parcellaire qu'ils devaient suivre des cours d'allemand avant de pouvoir émigrer. Aujourd'hui, l'idée même d'unification de l'Autriche et de l'Allemagne ravive le souvenir du nazisme et rend improbable une telle union dans un avenir proche.